# Cesello
Il cesello è un piccolo scalpello con cui si possono lavorare tutti i metalli e le pietre dure. Viene usato per decorare, ma anche rifinire in ogni particolare le lastre di metallo e gli oggetti realizzati a fusioni, dando il nome ad una delle più importanti tecniche orafe. 
Non si conosce con esattezza l'epoca in cui questo strumento è stato usato per la prima volta.

## Ferri da cesello
I ferri da cesello, utilizzati anche nelle operazioni di sbalzo, sono delle aste, un tempo in ferro, adesso in acciaio, a sezione quadrata o tonda, con la testa (la parte in contatto con il metallo) di forme diverse, mentre il capo opposto è destinato a ricevere i colpi dei martelletti.
Fino a pochi anni fa veniva usato il cianuro per dare la massima durezza all'acciaio.
Le forme dei ferri da cesello dipendono dall'uso che l'orefice vuole farne: ci sono ferri lisci dalla testa tondeggiante, altri più appuntiti o con puntini, quelli con piccoli motivi a stelle, fiori o cerchietti ma anche dotati di una texture particolarmente ruvida che rende la superficie dei metalli granulosa (lavorazione detta sàble), utilizzata anche come supporto per la stesura degli smalti.
I ferri da cesello possono essere utilizzati sia sul rovescio della lastra per creare rilievi sia sul recto per definire anche con estrema minuzia i particolari.
I principali utensili sono tre: profilatore, unghietta e pianatoio. Possono essere di diversa grandezza e misura: l'unghietta è usata per tracciare le linee curve, il profilatore, per le linee diritte, i pianatoi per spianare la superficie intorno al disegno. Tutti i ferri sono sempre lucidi sulla testa. I martelli sono di diverso peso, generalmente intorno ai 100 grammi, manico incluso, e a testa piatta e larga.

## Utilizzo del cesello
Con il cesello non ci si limita solo ai lavori su lastra, perché esso si usa anche nelle finiture delle fusioni di qualunque grandezza. Con il cesello che schiaccia e il bulino che taglia il metallo si correggono le piccole e grandi imperfezioni delle statue, si perfezionano le parti incavate e quelle più superficiali e "grafiche", come le capigliature, certi motivi decorativi, o i particolari dei panneggi.
| Controllo di autorità | Thesaurus BNCF 19823 · LCCN (EN) sh85024483 · J9U (EN, HE) 987007285623705171 |